# Sega Mega Drive
Sega Mega Drive (メガドライブ Mega Doraibu) er en 16-bits spillekonsol lavet af Sega i Japan. Kom på markedet i Japan i 1988, i Nordamerika i 1989 og i Europa i 1990. Den blev først lanceret under navnet Sega Genesis i Nordamerika, da Sega på det tidspunkt ikke havde rettighederne til navnet, "Mega Drive" i det område. Den var en konkurrent til Nintendo's Super Nintendo.

## Spil
- Beggar Prince (1996)